# Crkveni Toci
Crkveni Toci (en serbe cyrillique : Црквени Тоци) est un village de Serbie situé dans la municipalité de Prijepolje, district de Zlatibor. Au recensement de 2011, il comptait 47 habitants.
L'église des Saints-Pierre-et-Paul de Crkveni Toci a été construite en 1846.

## Démographie
| 1948 | 1953 | 1961 | 1971 | 1981 | 1991 | 2002 | 2011 |
| ---- | ---- | ---- | ---- | ---- | ---- | ---- | ---- |
| 397  | 428  | 418  | 384  | 293  | 151  | 78   | 47   |

|  |